# Lawrence Shields
Marion Lawrence "Larry" Shields (West Chester, Pennsilvània, 5 de març de 1895 - Rochester, Minnesota, 19 de febrer de 1976) va ser un atleta nord-americà que corregué sobretot a la categoria dels 1.500 metres.
Va participar, representant-hi els Estats Units, a la categoria dels 1.500 metres, als Jocs Olímpics d'Estiu de 1920, que se celebraren a Anvers (Bèlgica). Hi guanyà la medalla de bronze i tot i que formà part de l'equip estatunidenc que s'endugué la medalla d'or a la cursa dels 3.000 metres no va ser premiat amb una medalla per ser un dels corredors més febles de l'equip.